# IPadOS 16
iPadOS 16 és la quarta versió principal del sistema operatiu iPadOS desenvolupat per Apple per a la seva línia de tauletes iPad. El successor d' iPadOS 15 es va anunciar a la Conferència Mundial de Desenvolupadors (WWDC) de la companyia el 6 de juny de 2022, juntament amb iOS 16, macOS Ventura, watchOS 9 i tvOS 16. Va rebre nombroses funcions noves, millorant la funció multitasca i molts altres aspectes del sistema operatiu, sobretot en iPads amb el SoC M1 d'Apple.
La versió publica de prova d'iPadOS 16 es va llançar l'11 de juliol. S'espera que la versió pública general d'iPadOS 16 surti a l'octubre de 2022, sota el nom d'iPadOS 16.1.

## Història

### Actualitzacions
La primera beta per a desenvolupadors d'iPadOS 16 es va llançar el 6 de juny de 2022.
| Versió      | Build    | Data de publicació | Notes |
| ----------- | -------- | ------------------ | ----- |
| 16.1 beta 1 | 20B5027f | 23 d'agost de 2022 |       |

Llegenda:   En gris passat, en verd, actual, en blau, beta. 

## Característiques

### El temps
Una versió de l'aplicació "el temps" d'Apple s'ha afegit per a l'iPad, afegint el que fa temps es demanava per part de la comunitat d'usuaris, una aplicació meteorològica oficial d'Apple per a iPads, de la qual abans no se'n disposava.

### Pantalla de bloqueig
La pantalla de bloqueig té un tipus de lletra nou i mostra la data per sobre de l'hora per coincidir amb l'iOS 16, però no disposa de les noves funcions de personalització que si tenen els iPhones.

### Claus d'accés
Una nova funció és que els iPads ara podran iniciar la sessió en llocs web que implementin WebAuthn només amb la contrasenya o la biometria de l'usuari.

### Funcions exclusives per a iPads M1

#### Director d'escena
En els iPads amb un SoC M1 es podrà disposar de l'Stage Manager (anomenat internament Chamois), que permetrà que es mostrin fins a 4 aplicacions en finestres ajustables i permet a l'usuari canviar entre diferents etapes amb diferents conjunts d'aplicacions.

#### Pantalles externes
Els iPads amb un SoC M1, tenen el suport complet per a la pantalla externa mitjançant Stage Manager, en lloc de la duplicació de pantalla.

#### Zoom de visualització
Els iPads amb un SoC M1 ara tenen la possibilitat de canviar la mida del text per adaptar-se més a la pantalla.

#### Mode de referència
A l'iPad Pro de 12,9 polzades (2021) amb pantalla Liquid Retina XDR, l'iPad es pot utilitzar en "Mode de referència" per treballar amb color. Això s'estén a Sidecar, sempre que el Mac al qual s'està connectant tingui Apple Silicon .

## Crítica
La funció Stage Manager d'iPadOS 16 ha estat criticada perquè només és compatible amb determinats models d'iPad amb un xip M1 a causa dels estrictes requisits de rendiment. En una entrevista a TechCrunch, Craig Federighi va explicar: "Són només els iPads M1 els que poden combinar l'alta capacitat de DRAM amb una capacitat molt alta i un NAND d'alt rendiment que permet que el nostre intercanvi de memòria virtual sigui molt ràpid".
Més tard es va descobrir que la funció està desactivada per a dispositius antics per una configuració interna.
Stage Manager també va ser criticat per ser "difícil d'utilitzar" i alguns revisors i crítics van qualificar la funció de "fonamentalment equivocada".
La manca de funcions de personalització de la pantalla de bloqueig d'iOS 16 també va ser criticada per revisors com David Pierce de The Verge.

## Dispositius compatibles
L'iPadOS 16 és compatible amb iPads amb xips A9 o A9X o posteriors, deixant de banda la compatibilitat amb l'iPad Air 2 i l'iPad Mini 4, tots dos amb xips A8 o A8X. Aquesta també és la segona vegada que Apple deixa de suportar els iPads antics de 64 bits. La llista inclou:
- iPad Air (3a generació)
- iPad Air (4a generació)
- iPad Air (5a generació)
- iPad (5a generació)
- iPad (6a generació)
- iPad (7a generació)
- iPad (8a generació)
- iPad (9a generació)
- iPad Mini (5a generació)
- iPad Mini (6a generació)
- iPad Pro (totes les generacions)